# Dave Salmoni
Dave Salmoni (Sarnia, Ontario 1975.) je visokoobrazovani kanadski životinjski trener i zoolog.
Studirao je u rodnom gradu. Istraživao je velike mačke u Zoološkom vrtu Bowman. Vodio je projekte s velikim mačkama u divljini (Južnoafrička Republika), među kojima je najpoznatiji Život s tigrovima koji je radio s Johnom Vartyom.

## Vanjske poveznice
- Dave Salmoni i Život s tigrovima
- Biografija  Arhivirana inačica izvorne stranice od 31. siječnja 2008. (Wayback Machine)
- Dave Salmoni i lavovi